# Varissaari (ö i Norra Karelen, Joensuu, lat 63,23, long 29,34)
Varissaari är en halvö i Finland. Den ligger i sjön Pielisjärvi och i kommunen Juga i den ekonomiska regionen  Joensuu ekonomiska region  och landskapet Norra Karelen, i den centrala delen av landet, 400 km nordost om huvudstaden Helsingfors.